# Fanny Brice
Fanny Brice (ur. 29 października 1891 w Nowym Jorku, zm. 29 maja 1951 w Los Angeles) – amerykańska aktorka filmowa i teatralna, komik, piosenkarka pochodzenia węgiersko-żydowskiego. Jej gra aktorska opierała się na burlesce.
Została odkryta przez impresaria i producenta Florenza Ziegfelda. Od 1910 do 1931 roku występowała w jego rewiach Ziegfeld Follies na Broadwayu oraz w programie radiowym The Ziegfeld Follies of the Air (1932 i 1936).
Na podstawie jej życiorysu w 1968 roku powstał musical z Barbrą Streisand, Zabawna dziewczyna, który przyniósł aktorce Oscara za główną rolę. W 1975 roku został nakręcony sequel tego filmu, również ze Streisand, pt. Zabawna dama.
Brice ma dwie gwiazdy na Hollywoodzkiej Alei Gwiazd w kategorii Film, przy 6415 Hollywood Boulevard, oraz w kategorii Radio, przy 1500 Vine Street.

## Filmografia
- 1928: My Man
- 1936: Wielki Ziegfeld
- 1938: Everybody Sing
- 1945: Rewia na Broadwayu